# Liste der Mitglieder des Österreichischen Bundesrates aus Salzburg
Diese Liste bietet einen Überblick über alle Mitglieder des österreichischen Bundesrates, die vom Salzburger Landtag entsandt wurden. Der österreichische Bundesrat fungiert im parlamentarischen System der Republik Österreich als Vertretung der Gliedstaaten, also der österreichischen Bundesländer. Aus dem Bundesland Salzburg wurden vom Salzburger Landtag zwischen 1920 und 1982 drei Personen, danach vier Personen als Mitglieder des Bundesrates nach Wien entsandt.

## Mitglieder aus Salzburg (Liste)
| Name                     | Partei | Partei | Amtszeit              | Gesetzgebungsperioden                             | Anmerkung |
| ------------------------ | ------ | ------ | --------------------- | ------------------------------------------------- | --- |
| Aspöck Robert            |        | FPÖ    | 1999–2004             | XXI, XXII                                         | 10. November 1999 – 27. April 2004 (F)                                                                                            |
| Bieringer Ludwig         |        | ÖVP    | 1984–1989, 1991–2009  | XVI, XVII, XVIII, XIX, XX, XXI, XXII, XXIII, XXIV | 16. Mai 1984 – 2. Mai 1989, 20. März 1991 – 21. April 2009                                                                        |
| Brunauer Josef           |        | SPÖ    | 1953–1957             | VII, VIII                                         | 08. Juni 1953 – 31. Mai 1957 |
| Doppler Marlies          |        | FPÖ    | 2018–                 | XXVI, XXVII, XXVIII                               | ab 13. Juni 2018 (hieß bis zum 5. Mai 2023 Marlies Steiner-Wieser)                                                                |
| Eder-Gitschthaler Andrea |        | ÖVP    | 2017–                 | XXV, XXVI, XXVII, XXVIII                          | ab 1. Oktober 2017 |
| Egger-Kranzinger David   |        | SPÖ    | 2020–2023             | XXVII                                             | 08. Juli 2020 – 13. Juni 2023 (hieß bis zum 5. August 2022 Egger David)                                                           |
| Eisl Andreas             |        | FPÖ    | 1994–1999             | XVIII, XIX, XX                                    | 02. Mai 1994 – 6. November 1994 (FPÖ), 7. November 1994 – 26. April 1999 (F)                                                      |
| Etter Daniel             |        | CSP    | 1922–1927             | I, II                                             | 04. Mai 1922 – 4. Mai 1927 |
| Fersterer Bartholomäus   |        | HB     | 1934                  | IV                                                | 25. April 1934 – 2. Mai 1934 (fraktionslos)                                                                                       |
| Fischer Aloisia          |        | ÖVP    | 1996–1999             | XX                                                | 24. April 1996 – 26. April 1999                                                                                                   |
| Forsthuber Martin        |        | ÖVP    | 1993–1994             | XVIII                                             | 20. Oktober 1993 – 1. Mai 1994 |
| Frauscher Helmut         |        | ÖVP    | 1980–1993             | XV, XVI, XVII, XVIII                              | 01. Juli 1980 – 19. Oktober 1993                                                                                                  |
| Gfrerer Silvester        |        | ÖVP    | 2018–                 | XXVI, XXVII, XXVIII                               | ab 13. Juni 2018 |
| Gruber Manfred           |        | SPÖ    | 2001–2012             | XXI, XXII, XXIII, XXIV                            | 01. März 2001 – 31. Jänner 2012                                                                                                   |
| Gugg Friedrich           |        | ÖVP    | 1932, 1934, 1949–1966 | IV, VI, VII, VIII, IX, X, XI                      | 27. Mai 1932 – 6. Dezember 1932 (CSP), 25. April 1934 – 2. Mai 1934 (CSP), 1. Dezember 1949 – 22. Dezember 1966 (ÖVP)             |
| Hallinger Ernst          |        | SPÖ    | 1959–1969             | IX, X, XI                                         | 02. Juli 1959 – 14. Mai 1969 |
| Hauthaler Josef          |        | CSP    | 1927–1932             | II, III, IV                                       | 04. Mai 1927 – 27. Mai 1932 |
| Heger Hans               |        | ÖVP    | 1966–1980             | XI, XII, XIII, XIV, XV                            | 22. Dezember 1966 – 30. Juni 1980                                                                                                 |
| Hochleitner Albert       |        | ÖVP    | 1945–1948             | V                                                 | 19. Dezember 1945 – 17. November 1948                                                                                             |
| Köpf Peter               |        | SPÖ    | 1979–1990             | XIV, XV, XVI, XVII                                | 16. Mai 1979 – 6. Februar 1990 |
| Kurz Susanne             |        | SPÖ    | 2004–2018             | XXII, XXIII, XXIV, XXV, XXVI                      | 28. April 2004 – 5. März 2018; hieß bis 17. August 2012 Susanne Neuwirth                                                          |
| Lackner Johann           |        | CSP    | 1920–1922             | I                                                 | 01. Dezember 1920 – 4. Mai 1922                                                                                                   |
| Lakner Georg             |        | FPÖ    | 1989–1993             | XVII, XVIII                                       | 03. Mai 1989 – 14. Februar 1993 (FPÖ), 15. Februar 1993 – 1. Mai 1994 (fraktionslos)                                              |
| Leberbauer Georg         |        | ÖVP    | 1994–1996             | XVIII, XIX, XX                                    | 02. Mai 1994 – 3. April 1996 |
| Mainoni Eduard           |        | FPÖ    | 1999                  | XX                                                | 27. April 1999 – 28. Oktober 1999 (F)                                                                                             |
| Mayer Johann             |        | ÖVP    | 1965–1984             | X, XI, XII, XIII, XIV, XV, XVI                    | 19. Juli 1965 – 15. Mai 1984 |
| Moßhammer Franz          |        | SPÖ    | 1945–1953             | V, VI, VII                                        | 19. Dezember 1945 – 8. Juni 1953                                                                                                  |
| Ober Johann              |        | ÖVP    | 1949–1959             | VI, VII, VIII, IX                                 | 01. Dezember 1949 – 2. Juli 1959                                                                                                  |
| Pongruber Christian      |        | ÖVP    | 1959–1965             | IX, X                                             | 28. Dezember 1959 – 19. Juli 1965                                                                                                 |
| Prähauser Stefan         |        | SPÖ    | 1990–2001             | XVII, XVIII, XIX, XX, XXI                         | 07. Februar 1990 – 28. Februar 2001                                                                                               |
| Prechtl Josef            |        | ÖVP    | 1948–1949             | V, VI                                             | 17. November 1948 – 1. Dezember 1949                                                                                              |
| Preußler Robert          |        | SDAP   | 1920–1932             | I, II, III, IV                                    | 01. Dezember 1920 – 27. Mai 1932                                                                                                  |
| Radlegger Wolfgang       |        | SPÖ    | 1978–1979             | XIV                                               | 25. Jänner 1978 – 16. Mai 1979 |
| Rainer Hermann           |        | ÖVP    | 1959                  | IX                                                | 02. Juli 1959 – 28. Dezember 1959                                                                                                 |
| Rehrl Franz              |        | CSP    | 1920–1934             | I, II, III, IV                                    | 01. Dezember 1920 – 2. Mai 1934                                                                                                   |
| Rehrl Josef              |        | ÖVP    | 1945–1949             | V, VI                                             | 19. Dezember 1945 – 1. Dezember 1949                                                                                              |
| Reiter Heidelinde        |        | GRÜNE  | 2013–2018             | XXIV, XXV, XXVI                                   | 19. Juni 2013 – 17. Juli 2013 (fraktionslos), 18. Juli 2013 – 27. März 2018 (GRÜNE), 28. März 2018 – 12. Juni 2018 (fraktionslos) |
| Saliger Wolfgang         |        | ÖVP    | 1989–1991             | XVII, XVIII                                       | 03. Mai 1989 – 19. März 1991 |
| Saller Josef             |        | ÖVP    | 1999–2017             | XX, XXI, XXII, XXIII, XXIV, XXV                   | 27. April 1999 – 30. September 2017                                                                                               |
| Scharizer Karl           |        | NSDAP  | 1932–1933             | IV                                                | 06. Dezember 1932 – 5. September 1933                                                                                             |
| Schmittner Dietmar       |        | FPÖ    | 2013–2018             | XXIV, XXV, XXVI                                   | 19. Juni 2013 – 15. Juni 2015 (FPÖ), 16. Juni 2015 – 12. Juni 2018 (fraktionslos)                                                 |
| Steinocher Karl          |        | SPÖ    | 1957–1959             | VIII, IX                                          | 31. Mai 1957 – 2. Juli 1959 |
| Veichtlbauer Friederike  |        | SPÖ    | 1982–1984             | XV, XVI                                           | 31. März 1982 – 15. Mai 1984 |
| Wally Leopold            |        | SPÖ    | 1969–1978             | XI, XII, XIII, XIV                                | 14. Mai 1969 – 10. Jänner 1978 |
| Wanner Michael           |        | SPÖ    | 2018–2020, 2023–      | XXVI, XXVII, XXVIII                               | 21. März 2018 – 7. Juli 2020, ab 14. Juni 2023                                                                                    |
| Weichenberger Josef      |        | SPÖ    | 1984–1989             | XVI, XVII                                         | 16. Mai 1984 – 2. Mai 1989 |
| Weidenhillinger Alois    |        | SDAP   | 1932–1934             | IV                                                | 27. Mai 1932 – 17. Februar 1934                                                                                                   |
| Wenger Franz             |        | ÖVP    | 2009–2013             | XXIV                                              | 22. April 2009 – 18. Juni 2013 |
| Zehentner Robert         |        | SPÖ    | 2012–2013             | XXIV                                              | 01. Februar 2012 – 18. Juni 2013                                                                                                  |